# À moi la nuit, toi le jour (série télévisée)
À moi la nuit, toi le jour (The Flatshare) est une série télévisée britannique en six épisodes d'environ 45 minutes adaptaté du roman éponyme de Beth O'Leary (en) publié en 2019, et mise en ligne le 1er décembre 2022 sur Paramount+.

## Distribution
- Jessica Brown Findlay (VF : Karine Foviau) : Tiffany « Tiffy » Moore
- Anthony Welsh (en) (VFB : Maxime Van Santfoort) : Leon Twomey
- Gina Bramhill (en) (VFB : Sophie Pyronnet) : Rachel
- Jonah Hauer-King (VFB : Alexandre Crépet) : Mo
- Shaniqua Okwok (VFB : Cécile Florin) : Maia Constantine
- Shaq B. Grant (VFB : Nicolas Matthys) : Richie Twomey
- Dustin Demri-Burns (en) (VFB : David Manet) : Phil
- Bart Edwards (en) (VFB : Pierre Le Bec) : Justin
- Klariza Clayton (VFB : Claire Tefnin) : Kay
- Jo Martin (VFB : Nathalie Hons) : Pauline
- Bill Milner (en) (VFB : Thibaut Delmotte) : Si
- Sophie Thompson : Katherine

Version française réalisée par VSI Paris – Chinkel S.A. ; direction artistique : Dominique Wagner et Élisa Bourreau ; adaptation des dialogues : Alice Vial, Mélanie Breda et Iliana Hamel

## Épisodes
1. Meet Cute
2. On the Apps
3. Valentine's Day
4. They F*ck You Up
5. First Date
6. The Beginning